# Rafał Brzozowski
Rafał Brzozowski (Varsòvia, 8 de juny del 1981) és un cantant i presentador polonès.

## Biografia
Brzozowski va néixer a Varsòvia, però va créixer a Nowy Dwór Mazowiecki. A deu anys, va començar a tocar la guitarra i el teclat. Va estudiar Educació Física a la Universitat de Józef Piłsudski a Varsòvia i va treballar com a professor d'educació física. També va ser lluitador, però havia de deixar-ho després d'una lesió d'esquena.
El 2002, va començar la seva carrera musical amb la participació en la caça de talent polonesa Szansa na sukces. El 2011 va aparèixer en The Voice of Poland, on va ser eliminat abans la final. L'any següent va llençar els seus primers senzills i àlbum. El 2017 va participar en la preselecció polonesa pel Festival de la Cançó d'Eurovisió 2017. Va acabar en tercer lloc amb Sky over Europe. El 2021 va ser seleccionat internament per representar Polònia al Festival de la Cançó d'Eurovisió 2021 amb la cançó The Ride.
Brzozowski també treballa com a presentador als programes Koło Fortuny (2017–2019), Jaka to melodia? (des del 2019) i The Voice Senior (des del 2020). El 2020 va ser uns dels presentadors del Festival de la Cançó d'Eurovisió Júnior 2020, que es va celebrar a la seva ciutat natal Varsòvia.